# Рік Маєр
Рік Маєр (англ. Rick Meyer; нар. 4 вересня 1955) — колишній американський тенісист.
Найвищу одиночну позицію світового рейтингу — 83 місце досяг 2 лютого 1981, парну — 103 місце — 18 лютого 1985 року.
Здобув 1 одиночний та 1 парний титул.
Найвищим досягненням на турнірах Великого шолома було 4 коло в одиночному розряді.

## Фінали за кар'єру

### Одиночний розряд (1–1)
| Результат | W/L | Дата     | Турнір          | Покриття  | Суперник   | Рахунок       |
| --------- | --- | -------- | --------------- | --------- | ---------- | ------------- |
| Поразка   | 0–1 | Лют 1979 | Сарасота, США   | Килим (i) | Йохан Крік | 6–7, 2–6      |
| Перемога  | 1–1 | Гру 1981 | Софія, Болгарія | Килим (i) | Лео Палін  | 6–4, 7–6, 7–6 |

### Парний розряд (1–2)
| Результат | W/L | Дата     | Турнір          | Покриття   | Партнер          | Суперники                  | Рахунок       |
| --------- | --- | -------- | --------------- | ---------- | ---------------- | -------------------------- | ------------- |
| Перемога  | 1–0 | Бер 1981 | Напа, США       | Тверде     | Кріс Мейотт      | Трейсі Делатт Джон Геєс    | 6–3, 3–6, 7–6 |
| Поразка   | 1–1 | Гру 1981 | Софія, Болгарія | Килим      | Ісмаїл Ель-Шафей | Томас Еммріх Їржі Гранат   | 6–7, 6–2, 4–6 |
| Поразка   | 1–2 | Лис 1982 | Париж, Франція  | Тверде (i) | Джей Лепідус     | Браян Готтфрід Брюс Менсон | 4–6, 2–6      |